# Acordo de Cartum de 2019
O Acordo de Cartum é um acordo de paz assinado em 6 de fevereiro de 2019 entre o governo da República Centro-Africana sob o presidente Faustin-Archange Touadéra e quatorze grupos armados centro-africanos. É destinado a endossar os processos de paz iniciados desde 2012.

## Contexto
Desde 2012, a República Centro-Africana sofre sob uma guerra civil. Este é o décimo terceiro acordo de paz (contando os dois tratados não reconhecidos) desde 2007. A partir de 2012, é o oitavo acordo de paz assinado.
Poucos dias antes do início das negociações em Cartum, dois antigos líderes anti-balakas: o deputado Alfred Yekatom, ex-líder rebelde; e o chefe da Federação Centro-Africana de Futebol e ex-líder anti-balaka Patrice-Edouard Ngaïssona, foram presos e transferidos para o Tribunal Penal Internacional.

## Negociações e assinaturas
As negociações abrem-se em Cartum, capital do Sudão, em 24 de janeiro de 2019. No entanto, diferem das negociações anteriores, pois têm a particularidade de serem as primeiras negociações para um acordo de paz a reunir o governo centro-africano e catorze altos comandantes rebeldes.
Os representantes do governo centro-africano são Firmin Ngrébada (diretor do gabinete do presidente da república), Marie-Noëlle Koyara (ministra da defesa) e Flavien Mbata (ministro da justiça).
Os grupos armados representados são a Frente Popular para o Renascimento da República Centro-Africana (FPRC) de Noureddine Adam – que está representado nas negociações por uma delegação -, Armel Sayo do grupo Revolução e Justiça (RJ), Sidiki Abass e General Ziwo do grupo 3R, Ali Darassa líder da União para a Paz na República Centro-Africana (UPC) (mesmo tendo se recusado a ir às negociações inicialmente e que a UPC enfrentou forças de manutenção da paz das Nações Unidas da MINUSCA e as Forças Armadas Centro-Africanas na quarta-feira antes do início das negociações), o ex-primeiro-ministro centro-africano Martin Ziguélé, o porta-voz de vários grupos armados Igor Lamarka. As partes interessadas são o Movimento dos Libertadores Centro-Africanos para a Justiça (MLCJ), a Frente Democrática do Povo Centro-Africano (FDPC) e o Movimento Patriótico para a República Centro-Africana (MPC).
A comunidade internacional esteve representada com o comissário para a paz e segurança da União Africana Smaïl Chergui, o presidente sudanês Omar al-Bashir e o diretor das operações de manutenção da paz (DOMP) da ONU Jean-Pierre Lacroix.
O ex-presidente da República Centro-Africana François Bozizé não foi convidado para as negociações.
As negociações em grande parte englobam o aspecto judicial e vários representantes estavam preocupados com a impunidade que os grupos armados poderiam se beneficiar.
O acordo foi rubricado em 5 de fevereiro em Cartum.
Foi assinado no Palais de la Renaissance em, Bangui, em 6 de fevereiro de 2019 pelo Presidente da República Centro-Africana Faustin-Archange Touadéra e por representantes de onze grupos armados.

## Conteúdo do acordo
O conteúdo do acordo de paz não é tornado público no momento da sua assinatura. Isso traz uma imprecisão à questão da anistia e dos procedimentos legais, gerando temores de impunidade para os grupos armados. No entanto, foi acordado criar uma "comissão da verdade, justiça e reconciliação" e não suspender os processos judiciais já iniciados.
Os grupos armados serão reintegrados na vida política centro-africana e prevê-se a possibilidade de integrar os seus dirigentes como ministros - cargo que vários já ocuparam no passado.